# تاريخ الكنيسة الكاثوليكية في فرنسا

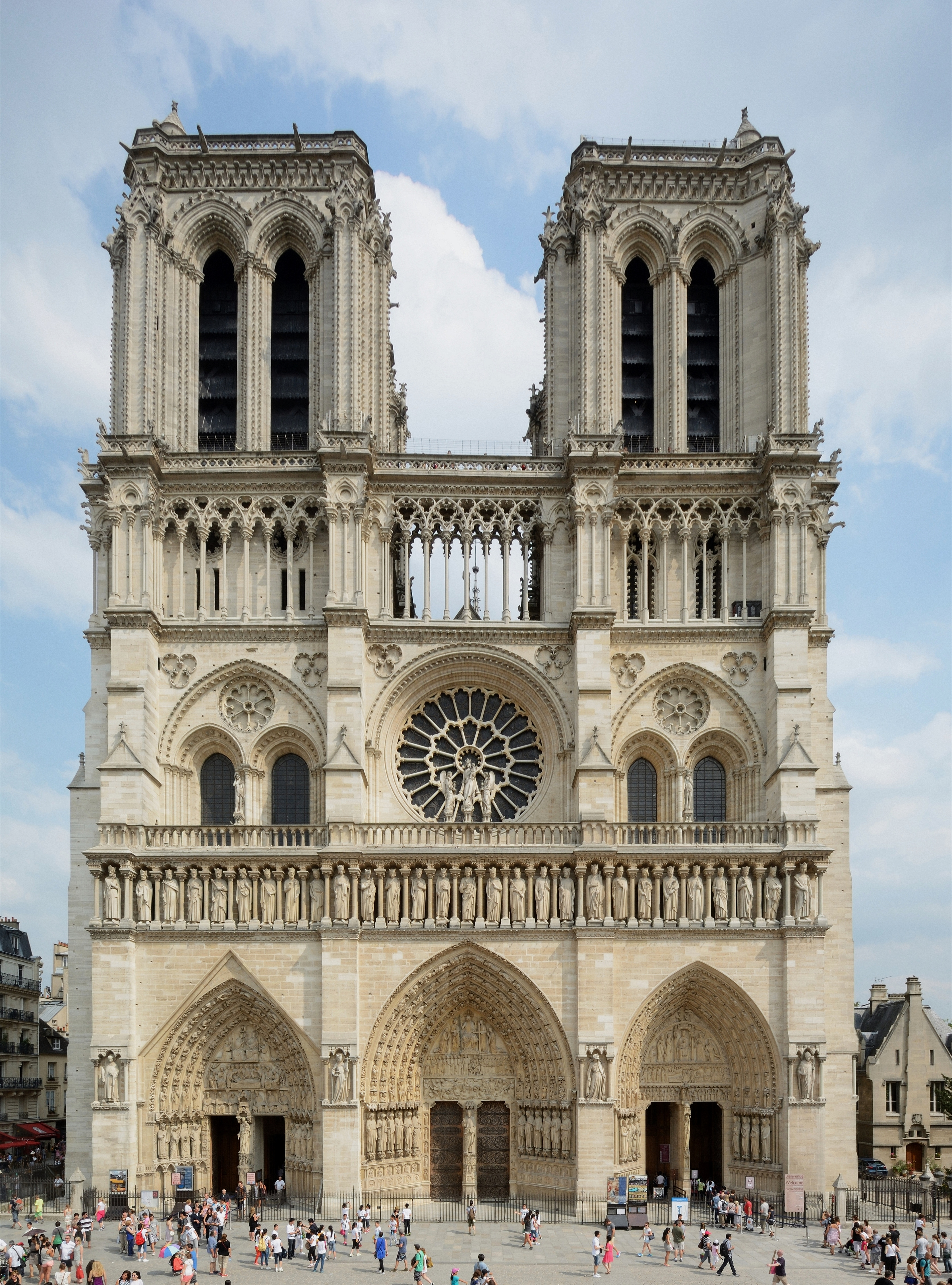
نوتردام دو باريس

لا ينفصل تاريخ الكنيسة الكاثوليكية في فرنسا عن تاريخ فرنسا نفسها، وينبغي تحليله ضمن علاقتها الخاصة بالدولة. واتسمت هذه العلاقة بالاضطراب، والمواجهة، ومن ثَمّ الانفصال بشكل تدريجي.

## الأساطير
وفقًا للأساطير الراسخة، فإن مريم أخت لعازار، ومرثا، والقديس لعازار وبعض رفاقهم، الذين غادروا الأراضي المقدسة بسبب الاضطهاد، اجتازوا البحر الأبيض المتوسط في قارب متهالكٍ بدون دفة ولا صاري، ورسوا في مدينة سانت ماري دي لا مير، بالقرب من آرل. ووفقًا لروايات أهالي مدينة بروفنس، فإن القديس لعازار كان أول أسقف لمارسيليا، بينما يُزعم أن مرثا قد روّضت وحشًا أسطوريًا رهيبًا كان في تاراسكون المجاورة. زار الحجاج مقابرهم في دير فيزيلي في برغونية. أما في دير الثالوث في فوندوم، فيُزعم وجود تميمةٍ تحوي على دمعة ذرفها المسيح على قبر لعازار. كُرسَت كاتدرائية أوتون، التي لا تبعد كثيرًا عن دير الثالوث في فوندوم، للعازار بوصفه القديس لعازار.

### التاريخ
يعود تاريخ السجلات المكتوبة الأولى للمسيحيين في فرنسا إلى القرن الثاني، عندما ذكر إيرينيئوس تفاصيل وفاة أسقف لوغدونوم (ليون) بوثينوس البالغ من العمر تسعين عامًا وشهداءَ آخرين ممّن قُتلوا خلال الاضطهاد الديني في ليون في العام 177.
في العام 496 عمّد ريميجيوس كلوفيس الأول، الذي تحول من الوثنية إلى الكاثوليكية. نصّب كلوفيس الأول، الذي يُعتبر مؤسس فرنسا، نصّب نفسه حليفًا وحاميًا للبابوية ولرعاياه من الأغلبية الكاثوليكية.

## تأسيس المسيحية في فرنسا
في يوم عيد الميلاد من العام 800، تَوج البابا ليون الثالث شارلمان إمبراطورًا للإمبراطورية الرومانية المقدسة، ممّا شكّل المرتكزات السياسية والدينية للمسيحية، وأسس بصورة جدية الارتباط التاريخي الطويل بين الحكومة الفرنسية والكنيسة الكاثوليكية الرومانية.
نصت معاهدة فيردان (في العام 843) على تقسيم إمبراطورية شارلمان إلى ثلاث ممالك مستقلة، وكانت فرنسا إحداها. ويُعد الكاهن هنكمار، رئيس أساقفة رانس (882 – 806)، العقل المدبّر لفكرة تقسيم الامبراطورية. وأيّد بشدّة حُكم الملك شارل الأصلع، الذي كان لِيَشمل لورين ضمن مملكته كذلك. لم يحلم هينكمار بعالم مسيحيّ موحّد في كنف الإمبراطورية، مهما بلغت من المثالية، إنمّا بوجود شكل ملموس لعدد من الدول الموحدة، تنضوي جميعها في كيان واحد أكبر: الجمهورية المسيحية العظيمة. لهذا سعى لاستبدال فكرة الإمبراطورية بكيانٍ أوروبي تكون فرنسا جزءًا منه. في عهد شارل البدين (888 – 880)، بدا لوهلةٍ أنّ إمبراطورية شارلمان على وشك أن تعود للحياة مرة أخرى. لكن لم يدم الوهم طويلًا، وسرعان ما شُكّلت سبع ممالك بدلًا منه: فرنسا، ونافاري، وبروفانس، وبرغونية ما وراء جورا، ولورين، وألمانيا، وإيطاليا.
كان النظام الإقطاعي مفعمًا بالاضطرابات، وراح الصرح الإمبراطوري ينهار شيئًا فشيئًا. فمع نهاية القرن العاشر، وُجدت تسعة وعشرون مقاطعة أو أجزاء من المقاطعات في مملكة الفرنجة وحدها. وخضعت تلك المقاطعات لسيطرة الدوقات، أو الكونتات، أو النبلاء، وكانت ذات سيادة حقيقية. وفي نهاية القرن الحادي عشر، وُجد ما يصل إلى خمسة وخمسين ولاية صغيرة من ذلك الطراز، بدرجات أهمية متفاوتة. في بداية القرن العاشر، تولّت إحدى هذه العائلات الإقطاعية زمام القيادة، وهي عائلة دوقات فرانسيا، من سلالة روبرت القوي، ولوردات كل البلاد الواقعة بين نهر السين ولوار. ونجحوا بالدفاع عن الأراضي الفرنسية من العام 887 حتى 987 ضد الغزاة الشمال. واعتلى أولئك العرش لفترة وجيزة: يوديس أو أود دوق فرانسيا (898 – 887)، وشقيقه روبرت (922 – 923)، وراؤول أو رودولف، صهر روبرت (926 – 923). بدا ضعف الملوك الكارولنجيين الذين جاؤوا بعدهم جليًا للجميع. وفي العام 987، عند وفاة لويس الخامس، وأثناء اجتماع لعلية القوم في سينليس عقد أدالبيرون الذي كان رئيس أساقفة رانس عقد مقارنةً بين انعدام أهلية الكارولينجي شارل أمير لورين وريث العرش ومزايا أوغو، دوق فرنسا. وأبدى كلٌّ مِن جربير الذي كان مستشارًا وسكرتيرًا لأدالبيرون وأصبح فيما بعد البابا سلفستر الثاني، وأرنولف أسقف أورليان، أبديا تأييدهما لأوغو، ونتيجة لذلك تُوِّج أوغو ملكًا.
وهكذا بزغ نجم سلالة كابيه في شخص أوغو كابيه. وكان ذلك بتدبيرٍ من الكنيسة، والذي نجح بفضل تأثير أسقفية رانس، المشهورة في جميع أنحاء فرنسا منذ أسقفية هينكمار. واشتهِرَت أيضًا منذ أيام كلوفيس بامتيازات تسمية ملوك الفرنجة وحملها ذلك الشرف. واشتهرت أيضًا في ذلك الزمان بالتعليم في المدرسة الأسقفية التي ترأسها جربير نفسه.
حظيت الكنيسة، التي أسست السلالة الجديدة، بتأثير فعّال للغاية على الحياة الاجتماعية الفرنسية. لقد ثبت مؤخرًا عبر الجهود الأدبية لإم بدييه أن أصل ونمو «أغاني الإيماءات»، أي الأدب الملحمي المبكر، مرتبطان ارتباطًا وثيقًا بأضرحة الحج الشهيرة التي لجأ الناس إليها للتعبّد. وقد درّست الكنيسة الشجاعة العسكرية والبطولة الجسدية وباركتها، وحولت الفروسية في الجزء الأول من القرن الحادي عشر من تقليدٍ لا دينية من أصل ألماني إلى تقليدٍ ديني من خلال وضع احتفال الفروسية بين طقوسها الشعائرية. ووعد المرشح بلقب الفروسية بالدفاع عن الحقيقة، والعدالة، والمظلومين. تأسس تجمّع كلوني في عام 910، والذي اتّسع سريعًا في القرن الحادي عشر، وأعد فرنسا لأداء دور مهم في إصلاح الكنيسة؛ وهو ما حققه في النصف الثاني من القرن الحادي عشر راهب كلوني، غريغوري السابع. ومنح تجمع الكنيسة اثنين من الباباوات بعده، أوربان الثاني وباسكال الثاني. كان أوربان الثاني، الرجل الفرنسي الذي دعا في مجلس كليرمون (1095) لإطلاق الحملات الصليبية التي انتشرت على نطاق واسع في جميع أنحاء العالم المسيحي.

## زمن الحروب الصليبية
«إن عهد لويس السادس (1137 – 1108) ذو أهمية كبيرة في تاريخ الكنيسة وفي تاريخ فرنسا؛ أولًا لأن العلاقة الوثيقة، بين لويس السادس والبابا إنوسنت الثاني عززت من وحدة الكنيسة، والتي كانت في ذلك الوقت معرضةً لتهديد خطير من البابا المزيف أنتيكليتس؛ وثانيًا كونها أول مرة يتخذ بها ملوك سلالة كابيه موقفًا ملتزمًا بالقانون والنظام ضد النظام الإقطاعي وبوصفهم حماةً للحقوق العامة.
ويعد رجل الكنيسة سوجر الذي كان رئيس دير سانت دينيس وصديق لويس السادس ووزير لويس السابع (1180 – 1137) هو من طوّر ونفذ هذا المثل الأعلى للواجب الملكي. أما لويس السادس، وبتأييد من سوجر وباعتماده على دعم المدن –التي كانت تُسمّى «الكوميونات» عندما ألزموا السادة الإقطاعيين بمنحهم مواثيق الحرية – حقق دور الأمير بحذافيره كما تصوره لاهوت العصور الوسطى. كتب سوجر: «الملوك لهم أذرع طويلة، ومن واجبهم أن يقمعوا بكل قوتهم، وبحكم مناصبهم، جرأة أولئك الذين يمزقون الدولة بحرب لا نهاية لها ويفرحون بالنهب، ويدمرون المساكن والكنائس».
وأقنع رجل كنسيّ فرنسي آخر، القديس برنارد، لويس السابع بالانخراط في الحروب الصليبية. ولم يكن ذنبه أن فلسطين، حيث أسست الحملة الصليبية الأولى مملكة لاتينية، لم تبقى مستعمرة فرنسية ضمن ممتلكات الكنيسة. أفسد طلاق لويس السابع وإليانور آكيتاين (1152) تمدد النفوذ الفرنسي من خلال تمهيد الطريق لنمو المطالبات الأنجلو-نورماندية بالأراضي الفرنسية الممتدة من القناة إلى جبال البرانس. ومع ذلك، سرعان ما أعلن الملك الفرنسي فيليب الثاني أغسطس (1223 – 1180) بموجب القوانين الإقطاعية أعلن نفسه صاحب السيادة على ريتشارد قلب الأسد وجون لاكلاند، والانتصار الذي حققه في بوفينس على الإمبراطور أوتو الرابع، بدعم من تحالف النبلاء الإقطاعيين (1214) الذي كان أول تحالف في تاريخ فرنسا استدعى حركة تضامن وطني للاصطفاف خلف ملك فرنسي.